# جیجاق پشت‌بنفش
جیجاق پشت‌بنفش (نام علمی: Cyanocorax beecheii) نام یک گونه از سرده جیجاق‌های کاکلی است.